# 운동량

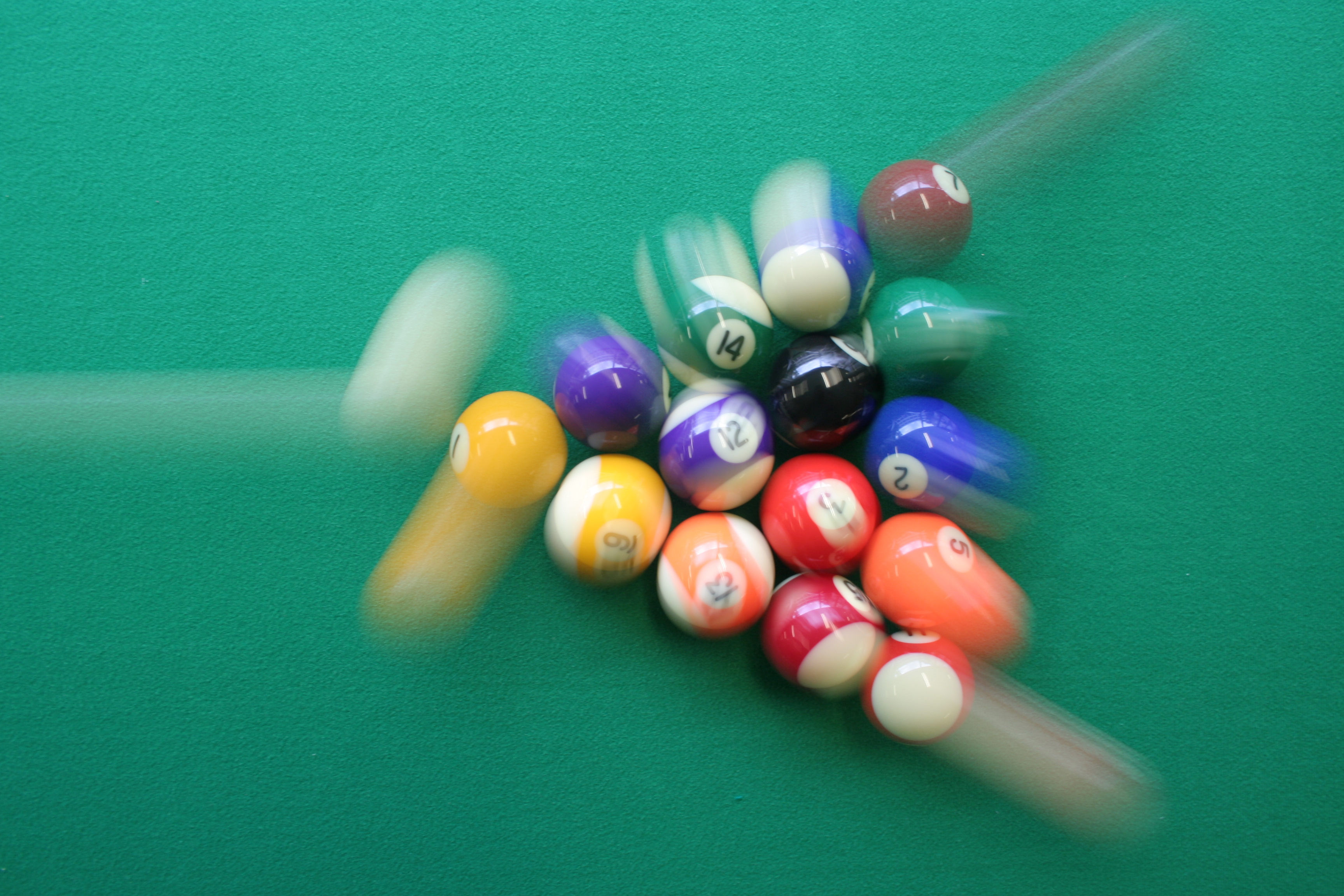

운동량 (運動量, 영어: momentum)은 물리학 특히, 뉴턴 역학에서 물체의 질량과 속도의 곱으로 나타내는 물리량이다. 운동량의 국제 단위는 뉴턴 초 (N · s) 또는 킬로그램 미터 매 초 (kg · m/s)이고, 통상적인 기호는 라틴 소문자 p이다. 선형 운동량(linear momentum) 혹은 병진 운동량(translational momentum)이라고도 부른다.
예를 들어 빠르게 움직이는 무거운 트럭 같은 물체는 운동량이 크다. 무거운 트럭을 빠른 속도까지 가속시키기 위해서는 큰 힘을 한참 동안 가해야 하고, 반대로 그 트럭을 정지시키기 위해서도 큰 힘을 오랫동안 가해야 한다. 트럭이 더 가볍다거나 더 느리게 움직인다면 그만큼 운동량도 작아질 것이다. 또한 트럭을 정지시키는 값이 일정할때, 시간을 많이줘서 힘의 크기를 작게주거나 힘의 크기를 크게해서 시간을 짧게주거나 한다.
선형 운동량은 보존되는 양으로, 외부에서 가해지는 힘에 의한 영향이 없는 닫힌계의 선형 운동량의 총합은 바뀌지 않는다. 고전역학에서는 선형 운동량 보존법칙이 뉴턴의 운동 법칙에 포함되어 있다. 하지만 특수 상대성 이론에서도 공식을 약간 수정한 형태로 선형 운동량 보존 법칙을 충족시킬 수 있으며, (일반화된) 선형 운동량 보존 법칙은 적절한 정의를 이용하면 전자기학, 양자역학, 양자장론, 일반 상대성 이론에도 적용할 수 있는 보존 법칙이다.

## 고전역학에서의 운동량
고전역학에서, 운동량은 질량과 속도의 곱으로, 크기와 방향을 모두 갖는 벡터다. 즉, 운동량을 p, 질량을 m, 속도를 v라고 하면, 운동량은 다음과 같다.
{\displaystyle \mathbf {p} =m\mathbf {v} }

### 운동량 보존 법칙
만약 어떤 계에 외부에서 힘이 가해지지 않는다면, 뉴턴의 운동법칙에 따라 계의 총 운동량은 바뀌지 않는다.
두 물체가 충돌할 때도, 두 물체의 운동량의 합은 일정하다. 즉, 두 물체의 질량을 {\displaystyle m_{1}}, {\displaystyle m_{2}}, 충돌 전의 속도를 {\displaystyle \mathbf {v} _{1,i}}, {\displaystyle \mathbf {v} _{2,i}}, 충돌 후의 속도를 {\displaystyle \mathbf {v} _{1,f}}, {\displaystyle \mathbf {v} _{2,f}}라고 하면 다음의 식이 성립한다.
{\displaystyle m_{1}\mathbf {v} _{1,i}+m_{2}\mathbf {v} _{2,i}=m_{1}\mathbf {v} _{1,f}+m_{2}\mathbf {v} _{2,f}\,}
이 때 {\displaystyle e={\frac {\mathbf {v} _{1,f}-\mathbf {v} _{2,f}}{\mathbf {v} _{2,i}-\mathbf {v} _{1,i}}}}를 반발 계수라고 부르고, 0 이상 1 이하의 값을 가진다. 만약 e = 1인 경우의 충돌은 탄성 충돌이라고 부르고, 이 때에는 운동 에너지 보존 법칙, 즉
{\displaystyle {\begin{matrix}{\frac {1}{2}}\end{matrix}}m_{1}v_{1,i}^{2}+{\begin{matrix}{\frac {1}{2}}\end{matrix}}m_{2}v_{2,i}^{2}={\begin{matrix}{\frac {1}{2}}\end{matrix}}m_{1}v_{1,f}^{2}+{\begin{matrix}{\frac {1}{2}}\end{matrix}}m_{2}v_{2,f}^{2}\,}
이 성립한다.
1차원 공간의 탄성 충돌에서, 두 물체의 속도는 다음과 같다.
{\displaystyle v_{1,f}=\left({\frac {m_{1}-m_{2}}{m_{1}+m_{2}}}\right)v_{1,i}+\left({\frac {2m_{2}}{m_{1}+m_{2}}}\right)v_{2,i}\,}
{\displaystyle v_{2,f}=\left({\frac {2m_{1}}{m_{1}+m_{2}}}\right)v_{1,i}+\left({\frac {m_{2}-m_{1}}{m_{1}+m_{2}}}\right)v_{2,i}\,}
반면, e < 1인 경우는 비탄성 충돌(inelastic collision)이라고 하고, 특히 e = 0인 경우는 완전 비탄성 충돌이라고 부른다. 이 때에는 충돌한 두 물체의 속도차, 즉 입자 사이 상대 속도가 같다.

### 충격량
충격량(impulse)은 어떤 시간 동안에 운동량의 변화이다. 이에 따라, 충격량의 단위는 운동량의 단위와 같다.
충돌 전후 두 물체가 주고받은 충격량의 합은 무조건 0이 된다. 힘은 뉴턴의 운동법칙에 따라 운동량의 시간에 따른 변화율이므로, 일정한 시간 t에 대한 힘 F에 대한 충격량 I는
{\displaystyle \mathbf {I} =\int \mathbf {F} \,dt}
이다. 만약 힘의 세기나 방향이 시간에 따라 바뀌지 않으면, 다음과 같이 쓸 수 있다.
{\displaystyle \mathbf {I} =\mathbf {F} \cdot \Delta t}
힘의 정의를 이 식에 다시 사용하면, 다음 식을 유도할 수 있다.
{\displaystyle \mathbf {I} =\int {\frac {d\mathbf {p} }{dt}}\,dt}
{\displaystyle \mathbf {I} =\int d\mathbf {p} }
{\displaystyle \mathbf {I} =\Delta \mathbf {p} }

## 상대론적 운동량
특수 상대성 이론에서, 3차원의 운동량은 에너지와 함께 사차원 벡터를 이루는데, 이를 사차원 운동량이라고 부른다. 즉, 그 정의는 다음과 같다.
{\displaystyle p^{\mu }=(E/c,\mathbf {p} )}.
여기서 E는 계의 총 에너지이며, p는 계의 상대론적 (3차원) 운동량이다.
E = γmc2.
상대론적 3차원 운동량은 정지 질량 {\displaystyle m_{0}}과 로런츠 인자 {\displaystyle \gamma =1/{\sqrt {1-v^{2}/c^{2}}}}, 속도 {\displaystyle v}의 곱이다. 즉,
p = γm0v = m0u .
여기서 {\displaystyle \mathbf {u} =\gamma \mathbf {v} }는 신속도이다.
광자등과 같이 정지 질량이 0인 입자도 운동량을 가진다. 정지 질량이 0인 입자의 경우, 에너지 {\displaystyle E}와 운동량 {\displaystyle \mathbf {p} }는 서로 비례한다. 즉
{\displaystyle E/c=\lVert \mathbf {p} \rVert }.

## 양자역학의 운동량
양자역학에서, 운동량은 파동함수에 대한 연산자이다. 불확정성 원리에 의하여, 입자의 운동량은 (입자의 위치에 대한 정보가 어느 정도 있는 한) 항상 어느 정도의 불확정성을 갖는다.
전하와 스핀이 없는 입자의 운동량 연산자는 다음과 같다.
{\displaystyle \mathbf {p} ={\hbar  \over i}\nabla =-i\hbar \nabla }.
여기서,
- {\displaystyle \nabla }는 기울기 연산자이다.
- {\displaystyle \hbar }는 디랙 상수이다.
- {\displaystyle i={\sqrt {-1}}}은 허수 단위이다

## 같이 보기
- 각운동량